# Haelen
Pour les articles homonymes, voir Halen.
Haelen (en limbourgeois Hale) est un village néerlandais situé dans la commune de Leudal, dans la province du Limbourg néerlandais. Le 1er janvier 2007, le village comptait 4 309 habitants.

## Histoire

Drapeau de Haelen

Haelen est une ancienne commune indépendante. Depuis le 1er janvier 2007, Haelen a formé, avec les anciennes communes de Heythuysen, Hunsel et Roggel en Neer, la nouvelle commune de Leudal.

## homonyme
Il existe une commune de Halen, également orthographiée Haelen, dans le Limbourg de Belgique.

## Personnalités
Bart Brentjens (1968-); coureur cycliste, champion olympique et du monde de cross-country.